# Brachymenium brachydontium
Brachymenium brachydontium là một loài Rêu trong họ Bryaceae. Loài này được (Hampe) M. Fleisch. mô tả khoa học đầu tiên năm 1904.